# Nefropeksija
Nefropeksija je kirurški zahvat kojime se učvršćuje (fiksira)  putujući bubreg (nefroptoza) za okolne strukture (mišiće i 12. rebro).
Prvi je takav zahvat izveo Eugen Hahn, 10. travnja 1881.g.